# Авішага

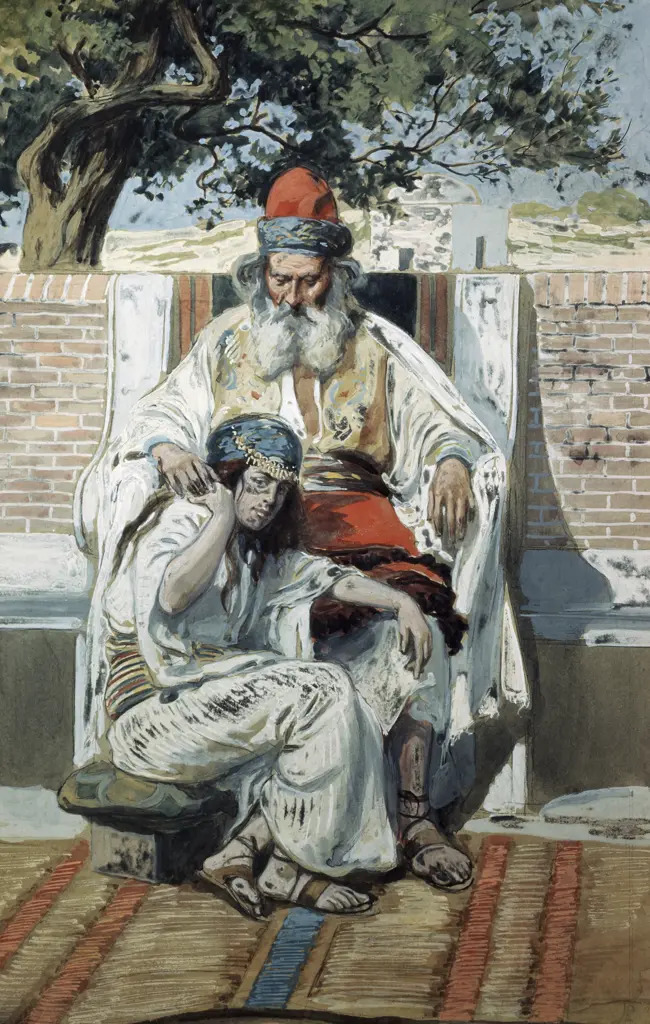
Авішага та цар Давид

Авішага (івр. אבישג השונמית) — біблійний персонаж, прислужниця царя Давида. Походила із містечка Шунам (Сунам), розташованого північніше Єрусалима.

## Біблія
| Цар Давид постарівся, став ветхий деньми, і хоч як його загортали покривалами, не міг зігрітися. І кажуть йому його слуги: «Нехай би пошукали нашому добродієві цареві молоду дівчину, нехай би вона царя доглядала й слугувала йому й лежала б при його грудях в ложі, і буде тепло нашому добродієві цареві.» От і шукали по всіх околицях Ізраїля гарну дівчину та й знайшли Авішагу, шунамійку, та й привели її до царя. Дівчина ж була гарна-прегарна; вона доглядала за царем і служила йому, але цар не спізнав її.[1] |
Після смерті Давида на Авішазі хотів одружитися Адонія, син Давида від Хаггіти. Для того, щоб отримати дозвіл на цей шлюб у нового царя Соломона, Адонія попросив Ветсавію клопотати за нього перед своїм сином. Ветсавія просила царя дозволити шлюб Адонії і шунамійки, проте Соломон відмовив їй, сказавши в роздратуванні «„Чого ти просиш Авішагу, шунамійку, для Адонії? Проси для нього й царства, бо він мій старший брат, для того ж має за собою священика Евіятара та Йоава, сина Церуї.“. Після цього Соломон послав Бенаї, сина Єгояди вбити Адонія, що той і зробив. Передбачуваний шлюб Адонії був тільки приводом для його вбивства: Соломон з повною підставою бачив у ньому конкурента. Ще за життя Давида Адонія говорив „Я буду царювати!“ Завів він собі колісниці, коні і п'ятдесят чоловіка, що бігли поперед ним» і організував змову з метою приходу до влади.

## Сунамітизм
Така форма догляду за старіючим чоловічим тілом отримала назву Сунамітизм (від місця походження Авішаги — містечка Сунам (Шунам) і була розповсюджена аж до часів ренесансу. Так, пізніше англійський філософ Френсіс Бекон був прихильником цієї форми терапії, яка в останні століття відійшла у забуття.